# 북캅카스햄스터
북캅카스햄스터 또는 조지아햄스터(Mesocricetus raddei)는 비단털쥐과에 속하는 설치류의 일종이다. 조지아와 러시아에서만 발견된다.